# Giacomo Lanzetti

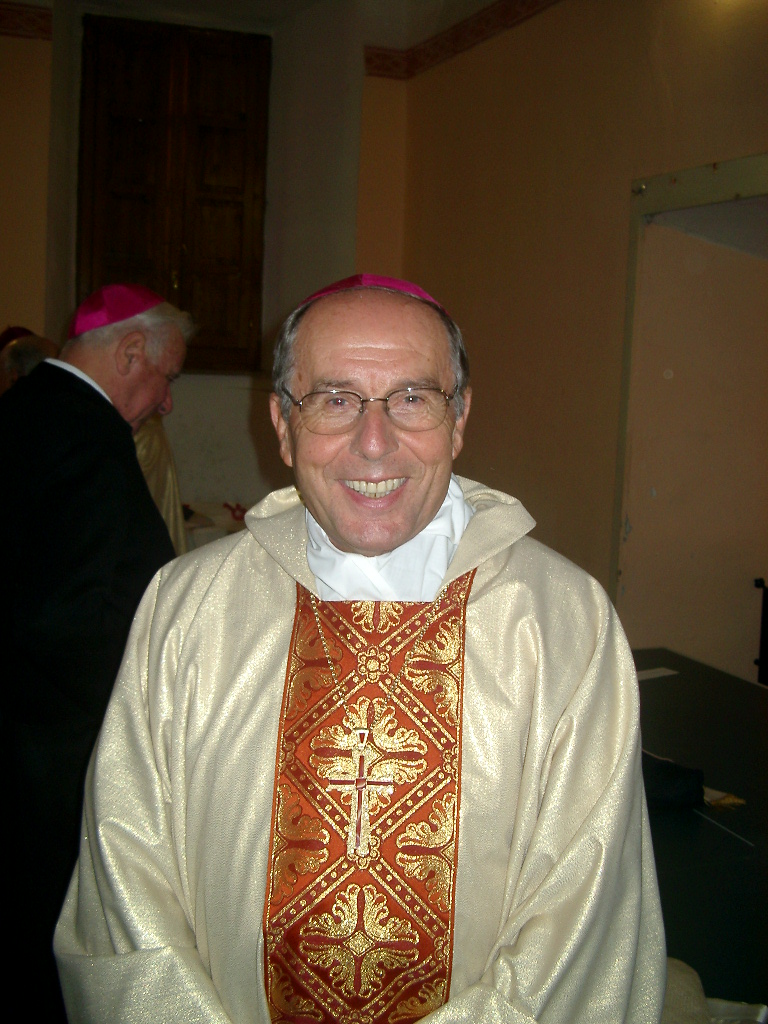
Bischof Giacomo Lanzetti (2006)

Giacomo Lanzetti (* 21. April 1942 in Carmagnola) ist ein römisch-katholischer Geistlicher und emeritierter Bischof von Alba.

## Leben

Bischofswappen von Giacomo Lanzetti

Der Erzbischof von Turin, Michele Pellegrino, weihte ihn am 26. Juni 1966 zum Priester.
Papst Johannes Paul II. ernannte ihn am 21. Juni 2002 zum Weihbischof in Turin und Titularbischof von Mariana in Corsica. Der Erzbischof von Turin, Severino Kardinal Poletto, spendete ihm am 20. Juli desselben Jahres die Bischofsweihe; Mitkonsekratoren waren Paolo Romeo, Apostolischer Nuntius in Italien und San Marino, und Pier Giorgio Micchiardi, Bischof von Acqui. Als Wahlspruch wählte er Sincero corde servire.
Papst Benedikt XVI. ernannte ihn am 29. September 2006 zum Bischof von Alghero-Bosa. Am 28. Juni 2010 wurde er zum Bischof von Alba ernannt und am 2. Oktober desselben Jahres in das Amt eingeführt.
Am 24. September 2015 nahm Papst Franziskus seinen vorzeitigen Rücktritt an.